# New York City Marathon 1971
De New York City Marathon 1971 werd gelopen op zondag 19 september 1971. Het was de tweede editie van deze marathon.
De Amerikaan Norm Higgins won de wedstrijd bij de mannen in 2:22.54. Beth Bonner was de eerste vrouwelijke deelnemer in de geschiedenis van deze marathon. Zij won de wedstrijd in 2:55.22, een verbetering van haar eigen beste prestatie van 3:01,42 van een viertal maanden ervoor, dat tot een paar weken voor de wedstrijd nog als wereldrecord had gegolden. Op 31 augustus had de Australische Adrienne Beames er in Werribee echter 2:46.30 van gemaakt, waarmee deze Australische de eerste vrouw werd die de drie-uurgrens had doorbroken. Rond de bekrachtiging van dit record zijn echter altijd twijfels blijven hangen, zodat Beth Bonner over het algemeen toch wordt gezien als de eerste vrouw die de marathon binnen de drie uur heeft afgelegd.
In totaal finishten 164 marathonlopers, waarvan 160 mannen en 4 vrouwen.

## Uitslagen

### Mannen
| rang   | naam             | land | tijd    |
| ------ | ---------------- | ---- | ------- |
| Goud   | Norm Higgins     | USA  | 2:22.54 |
| Zilver | Chuck Ceronsky   | USA  | 2:33.21 |
| Brons  | Max White        | USA  | 2:33.52 |
| 4      | Tom Derderian    | USA  | 2:37.13 |
| 5      | Hugh Sweeny      | USA  | 2:37.42 |
| 6      | John Garlepp     | USA  | 2:38.53 |
| 7      | William Kinsella | USA  | 2:40.11 |
| 8      | Agustin Calle    | USA  | 2:40.33 |
| 9      | Bill Gordon      | USA  | 2:40.36 |
| 10     | Eric Walther     | USA  | 2:40.52 |

### Vrouwen
| rang   | naam            | land | tijd    |
| ------ | --------------- | ---- | ------- |
| Goud   | Beth Bonner     | USA  | 2:55.22 |
| Zilver | Nina Kuscsik    | USA  | 2:56.04 |
| Brons  | Sara Mae Berman | USA  | 3:08.46 |
| 4      | Pat Tarnawsky   | USA  | 4:45.37 |

1970 ·
1971 ·
1972 ·
1973 ·
1974 ·
1975 ·
1976 ·
1977 ·
1978 ·
1979 ·
1980 ·
1981 ·
1982 ·
1983 ·
1984 ·
1985 ·
1986 ·
1987 ·
1988 ·
1989 ·
1990 ·
1991 ·
1992 ·
1993 ·
1994 ·
1995 ·
1996 ·
1997 ·
1998 ·
1999 ·
2000 ·
2001 ·
2002 ·
2003 ·
2004 ·
2005 ·
2006 ·
2007 ·
2008 ·
2009 ·
2010 ·
2011 ·
2012 · 
2013 ·
2014 ·
2015 ·
2016 ·
2017 ·
2018 ·
2019 ·
2020 · 
2021 ·
2022 ·
2023 ·
2024